# مدیریت طراحی

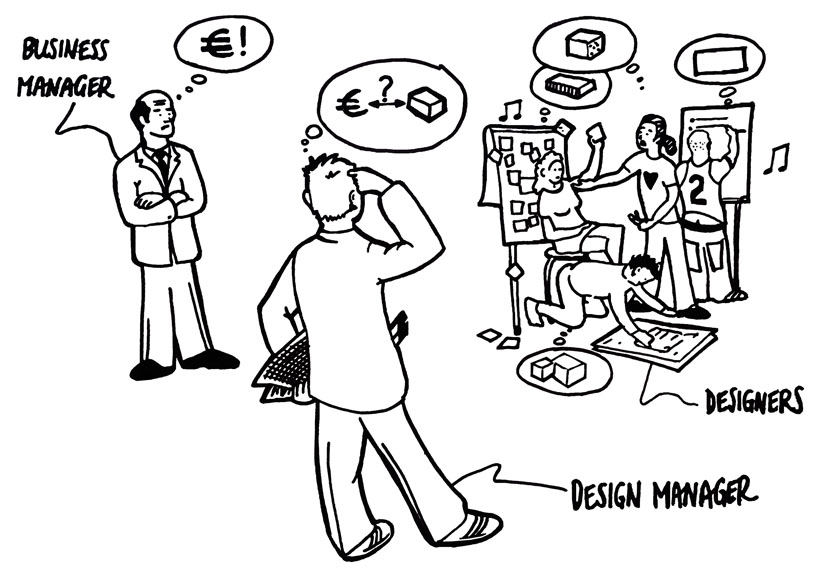
مدیریت طراحی دربارهٔ آن نیمه تجاری طراحی است. مدیران طراحی باید زبان و ادبیات مخصوص دنیای کسب و کار را یاد بگیرند و هم‌زمان بر زبان دنیای طراحی نیز مسلط باشند.

مدیریت طراحی (مدیریت دیزاین، به انگلیسی: Design Management)، حوزه مدیریتی جدیدی است در کسب و کار که در آن از روش‌های مدیریت پروژه، طراحی، استراتژی و زنجیره تأمین برای اداره فرایند خلاقیت و ایجاد ساختار و سازمان برای حوزه طراحی بهره گرفته می‌شود. هدف از مدیریت طراحی ایجاد محیط سازمانی است که در آن به واسطه طراحی و ایجاد و مدیریت یک سیستم مؤثر و کارآمد بتوان به اهداف و مأموریت‌های راهبردی سازمان دست یافت. مدیریت طراحی فعالیتی فراگیر در کلیه سطوح سازمان از راهبردی تا عملیاتی می‌باشد و مسیری تعریف شده از گام اکتشاف تا اجرا را در بر می‌گیرد. مدیریت طراحی شامل فرایندهایی مستمر، تصمیم‌گیری‌هایی مرتبط با کسب و کار و راهبردهایی است که نوآوری را تسهیل کرده و به خلق محصولات، خدمات، ارتباطات، محیط و برند‌هایی بپردازد که به گونه‌ای مؤثر طراحی شده باشند تا کیفیت زندگی مارا ارتقا داده و برای سازمان موفقیت بیافریند. یا در تعریفی دیگر «توسعه، سازماندهی، برنامه‌ریزی و پایش منابع برای دستیابی به محصولات، ارتباطات و محیط زیستی که از منظر کاربر کارآمد باشد.»
مقوله مدیریت طراحی با حوزه‌های مدیریت بازاریابی، مدیریت اجرایی و مدیریت استراتژیک (راهبردی) همپوشانی دارد.

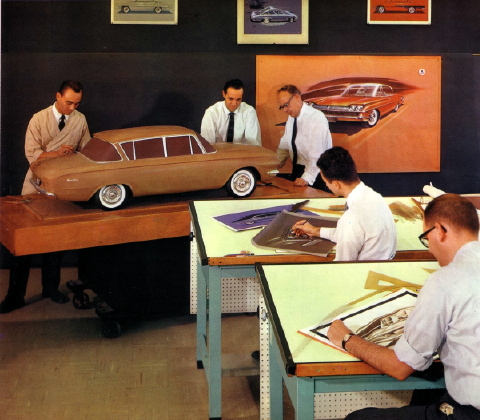
مدیریت طراحی عملیاتی با پروژه‌های طراحی و افراد منفرد سر و کار دارد.

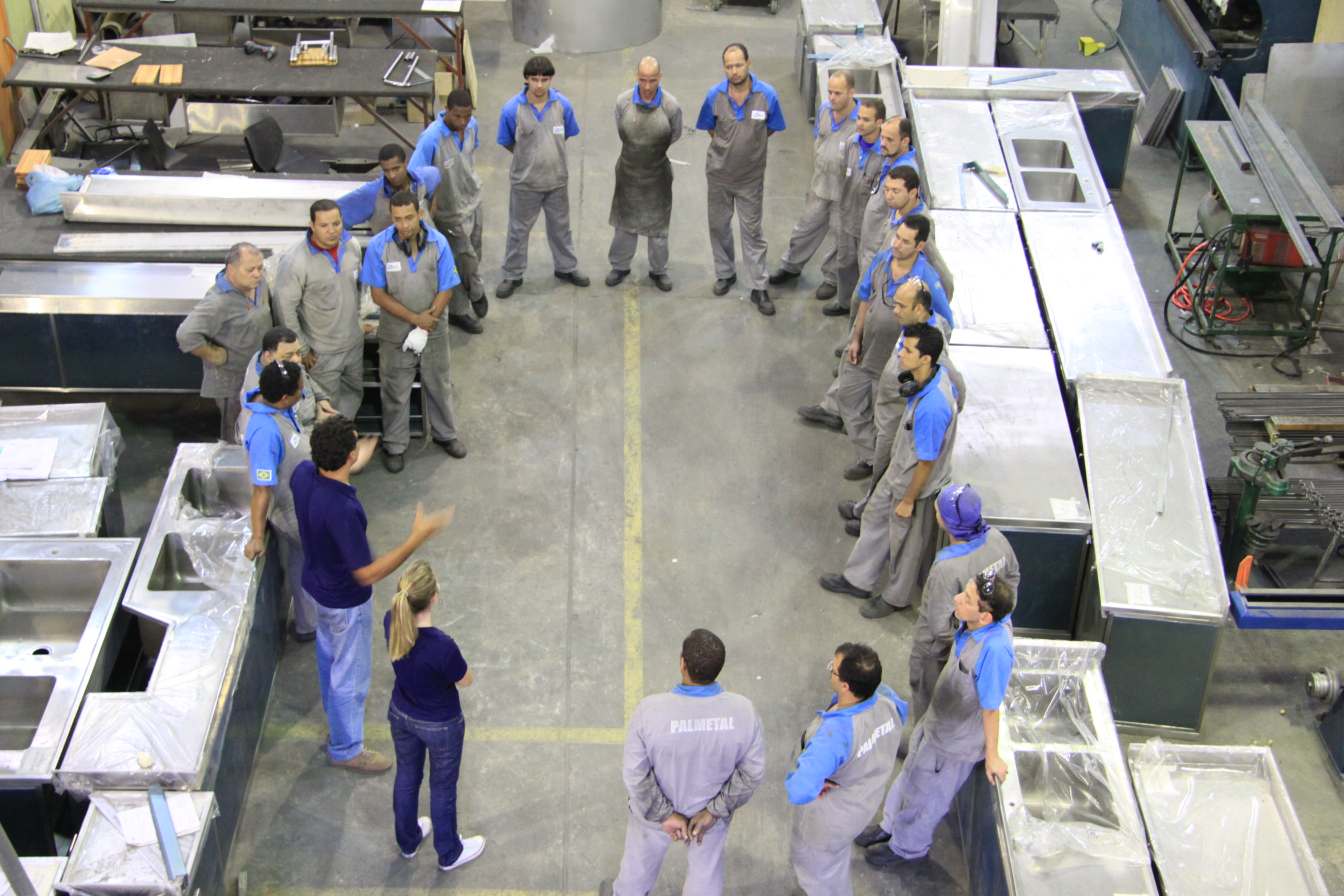
مدیریت طراحی تاکتیکی (راهکنشی) تمرکزش بر ایجاد آگاهی دربارهٔ مسائل مربوط به طراحی در سازمان می‌باشد.

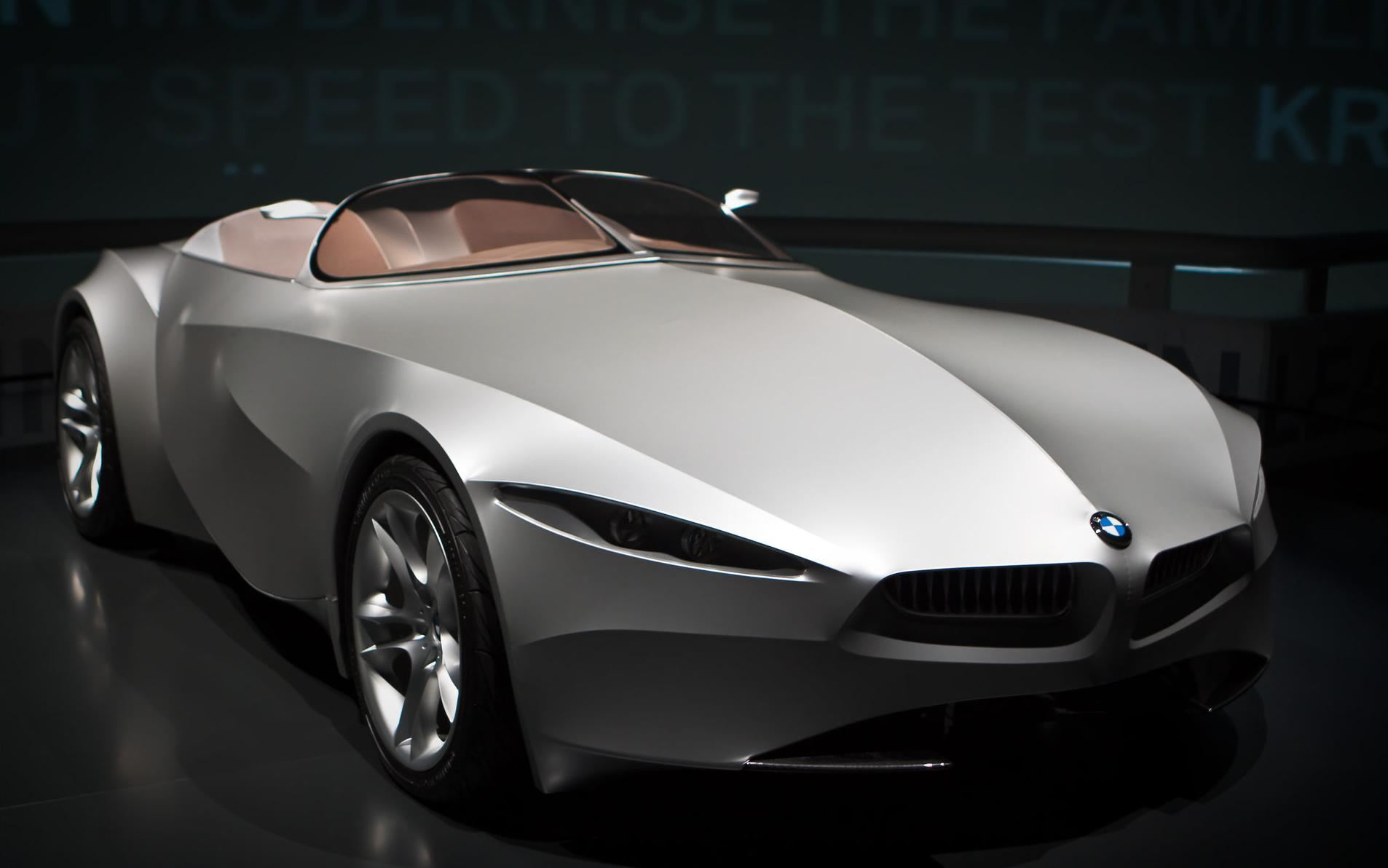
مدیریت طراحی راهبردی با ترسیم آرمانی متفاوت از آینده سر و کار دارد.

به‌طور سنتی، مقوله مدیریت طراحی تنها محدود به مدیریت پروژه‌های طراحی و دیزاین دیده می‌شد. اما در طول زمان، به تدریج دیگر جنبه‌های سازمانی در سطوح کاربردی تا راهبردی را دربر گرفت. در سال‌های اخیر نگرشی ایجاد شده‌است که تلفیق تفکر طراحی (تفکر دیزاین) با مدیریت استراتژیک (راهبردی) را به عنوان رویکردی میان رشته و انسان محور به دانش مدیریت در نظر می‌گیرد. این پرادایم همچنین در مقابل شیوه‌های مرتبط با الگوی مدیریت سنتی بر روش‌های مشارکتی و استنباط ابداکتیو تمرکز دارد.
در سال‌های اخیر، مقوله طراحی به دارایی استراتژیکی در سرقفلی و ارزش ویژه برند، خلق تمایز و ایجاد کیفیت در محصول برای سازمان‌ها بدل گشته‌است. امروزه سازمان‌ها هر چه بیشتر مقوله مدیریت طراحی را برای ارتقای فعالیت‌های مرتبط با طراحی و اتصال هرچه بهتر فرایند طراحی با سایر فرایندهای سازمانی به کار می‌گیرند.

## تعریف گسترده
دیزاین هم به فرایند دیزاین و هم به ثمره آن فرایند گفته می‌شود بنابراین طبیعت چند وجهی مدیریت طراحی منجر به آن می‌شود که ارائه تعریفی جامع از آن، پیچیده باشد. به علاوه اینکه مدیران طراحی طیف گسترده‌ای از نقش‌ها و مسئولیت‌ها را عهده‌دار هستند و فاکتورهای دیگری همچون تفاوت این شغل در صنایع مختلف، بزرگی یا کوچکی شرکت‌ها، وضعیت بازار و تفاوت در اهمیت و تأثیر مقوله طراحی در سازمان‌های مختلف ارائه تعریفی جامع را پیچیده‌تر می‌کند. در نتیجه می‌توان گفت که مدیریت طراحی تنها محدود به نوع خاصی از طراحی نیست و معمولاً بسیار متأثر از بستر به‌کارگیری آن در ساختار سازمان است.
در سطحی انتزاعی از موضوع، مدیریت طراحی سه نقش کلیدی را در بستر طراحی، سازمان و بازار عهده‌دار می‌شود. این سه نقش عبارت اند از:
1. همسو کردن استراتژی طراحی با استراتژی شرکت یا برند یا هردو.
2. مدیریت کیفیت و ثبات و یکپارچگی در نتایج حاصل از حوزه‌های گوناگون طراحی.
3. ارتقا، بهبود و ایجاد روش‌های جدید از تجربه کاری، خلق راهکارهای جدید برای نیازهای کاربران و ایجاد تمایز با طراحی رقبا.

## واژگان مرتبط

### طراحی (دیزاین)
بر خلاف علومی مانند ریاضیات، چشم‌انداز، فعالیت و رویه مقوله طراحی به عنوان یک علم موضوعی نیست که کاملاً مورد اتفاق و اجماع باشد. خاستگاه تاریخی مقوله طراحی، به روشنی قابل استناد نیست و طبیعت و ذات آن هنوز مورد بحث است. در رابطه با طراحی به عنوان یک علم، تفاوت‌های آشکاری در عمل و نظریه وجود دارد. کلمه دیزاین به زبان فارسی «طراحی» ترجمه شده و به کار می‌رود. در صورتی که دیزاین دارای مفهوم متفاوت و وسیع‌تری است. دیزاین به معنی ساختار دادن و یا سازمان دادن است. دیزاین یک عمل خلاقه انسانی است که همه افراد در طول روز با آن درگیرند. وقتی از جایی به جایی می‌روید، در ذهن مقصد را معین می‌کنید، جایی که می‌خواهید از آن عزیمت کنید را معین می‌کنید، و بهترین مسیر یا وسایلی که می‌توانند شما را به مقصد برسانند را انتخاب می‌کنید. در این عمل نقطه شروع و مقصد، راه را معین می‌کنند. این دقیقاً دیزاین است… دیزاین در کلی‌ترین معنی، پیدا کردن راه‌حل برای یک مسئله است با در نظر گرفتن اجزاء و موادی که مسئله را تشکیل می‌دهند و در راستای هدفی که مسئله سر راه آن قرار گرفته‌است.

### مدیریت
مدیریت در کلیه سازمان‌ها و کسب و کارها به معنای گردآوردن افراد برای حصول به اهداف و مقاصد مورد انتظار به صورت مؤثر و کارآمد می‌باشد. مدیریت شامل: برنامه‌ریزی، سازماندهی، به‌کارگیری نیروی انسانی، هدایت یا کارگردانی و پایش و اداره سازمان (به معنای گروهی از افراد یا نهادها) یا تلاش برای به ثمر رساندن نوعی هدف می‌باشد.

### رهبری طراحی
مدیران طراحی عموماً در زمینه رهبری طراحی فعالیت می‌کنند، اگرچه به‌طور دقیق مدیریت طراحی و رهبری طراحی دو موضوع جدا از یکدیگر هستند که در هدف، روش رسیدن به هدف و نتایج نهایی با یکدیگر متفاوت‌اند. کار رهبری طراحی ایجاد انگیزش و هماهنگی و اشتیاق برای خلق یک آرمان و هدایت به سمت آن است. مدیریت طراحی نیازمند رهبری طراحی است تا به او بگوید که کجا برود و رهبری طراحی نیازمند مدیریت طراحی است تا به او بگوید که چگونه به آنجا برسد.

## انواع مدیریت طراحی
گونه بندی مدیریت طراحی وابسته است به نوع طراحی و جهت‌گیری راهبردی کسب و کار
شبکه مدیریت دیزاین اروپا بر اساس ویژگی‌های رایج کسب و کارها و نحوهٔ استفاده آن‌ها از مقولهٔ دیزاین، مدل پلهٔ مدیریت دیزاین را ارائه می‌دهد. در این مدل پله‌ای طبقه‌بندی از پایین‌ترین پله تحت عنوان؛ نبود مدیریت طراحی: تا بالاترین سطح جایی که مدیریت طراحی به‌طور راهبردی در سازمان مورد استفاده قرار می‌گیرد و بخشی از فرهنگ کسب و کار شده‌است، طبقه‌بندی می‌شود.

### مدیریت طراحی محصول

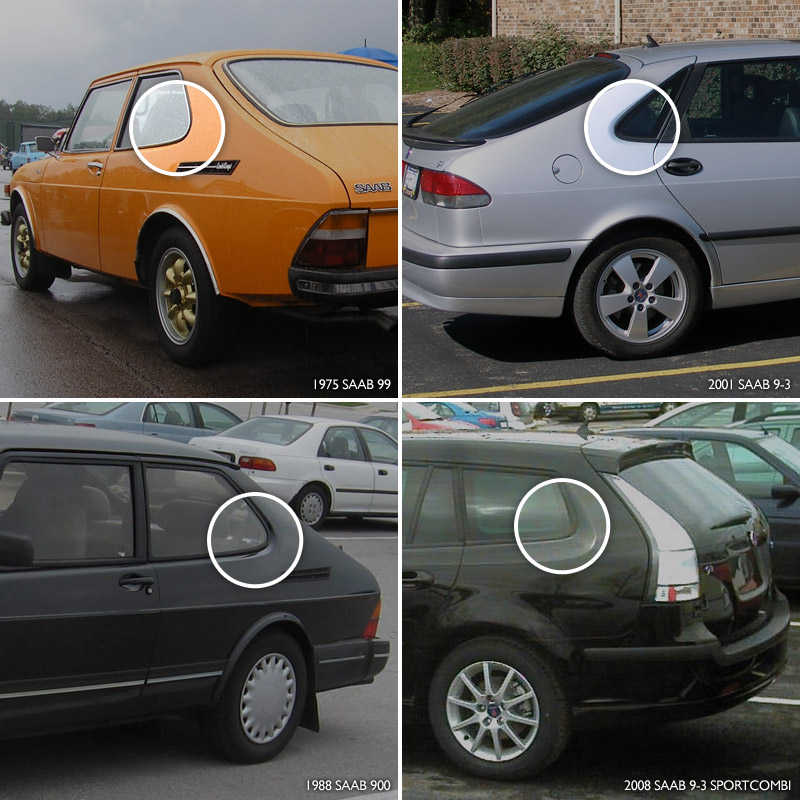
مدیریت طراحی محصول کمک می‌کند تا محصولاتی متمایز طراحی شود. گوشه گرد منحصر به فرد پنجره در خودروهای ساب که به چوب هاکی شهرت دارد خصیصه مشهور طراحی در حوزه خودروسازی است.

در شرکت‌های محصول محور، مدیریت طراحی به‌طور عمده بر مدیریت طراحی محصول تمرکز دارد که به شدت با طراحی محصول، بازاریابی محصول، تحقیق و توسعه و توسعه محصولات جدید در تعامل است. در اینجا چشم‌انداز مدیریت طراحی بیشتر متمرکز است بر اصول زیبایی‌شناسی، نشانه‌شناسی و ارگونومی محصول تا تا به این وسیله کیفیت محصول را نشان داده و دسته‌های متنوعی از محصولات را سازماندهی کند.

### مدیریت طراحی برند
در بازار و شرکت‌های برندمحور، تمرکز مدیریت طراحی بیشتر بر مدیریت طراحی برند است؛ که شامل دو بخش مدیریت برند شرکت و مدیریت برند محصول می‌شود. تمرکز بر برند برای اتخاذ تصمیمات طراحی منجز به تمرکزی قدرتمند بر روی تجربه مصرف‌کننده از برند، نقاط تماس مصرف‌کننده با برند، قابل اتکاسازی برند، تشخیص برند در میان رقبا می‌شود. در اینجا طراحی توسط چشم‌انداز برند و راهبرد مربوط به آن سمت و سو می‌گیرد.

### مدیریت طراحی خدمات

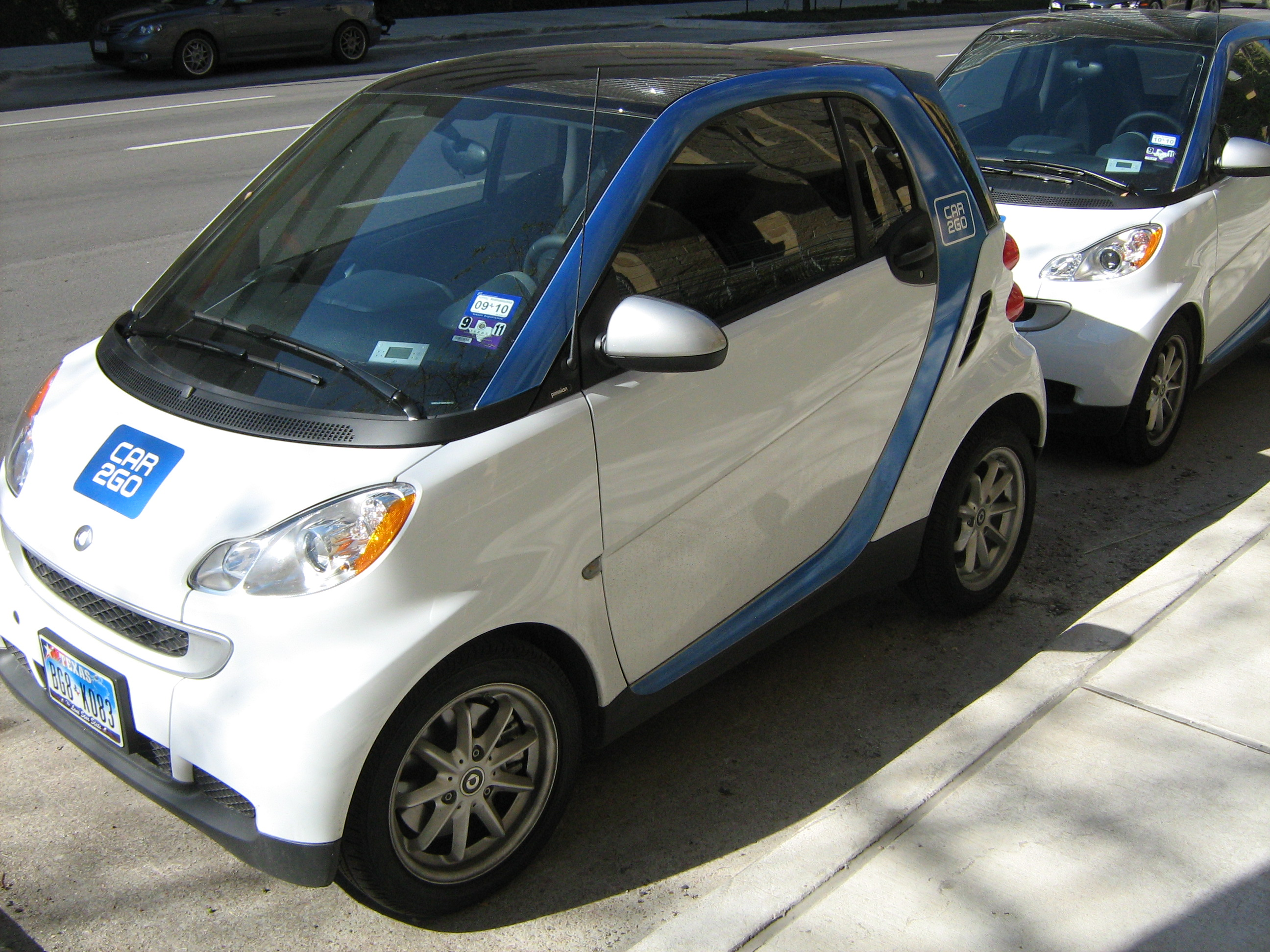
مدیریت طراحی خدمات مربوط به مدیریت رشته نوظهور طراحی خدمات می‌شود. نمونه‌ای از این موضوع در طرح مفهومی Car2Go قابل مشاهده است.

مدیریت طراحی خدمات با رشته نوظهور طراحی خدمات سر و کار دارد. موضوع این رشته برنامه‌ریزی و سازماندهی مردم، زیرساخت‌ها، ارتباطات و اجزای یک خدمت به خصوص است. هدف از فعالیت در این رشته افزایش کیفیت خدمات، تعامل میان ارائه دهنده خدمات و مصرف‌کننده آن و مدیریت تجربه مشتری دربارهٔ آن خدمت است.

### مدیریت طراحی مهندسی
مدیریت طراحی مهندسی حیطهٔ دانشی از مدیریت مهندسی است. این حوزه انطباق و به‌کارگیری شیوه‌های مدیریت مرسوم، با تمرکز بر دست یابی به بهره‌وری را ارائه می‌کند. مدیریت طراحی مهندسی ابتدا در گروه‌های طراحی مهندسی به کار گرفته شد که به موجب آن، فعالیت‌ها، خروجی‌ها و الهام پذیری‌های گروه طراحی، برنامه‌ریزی، راهنمایی و کنترل خواهد شد. خروجی یک فرایند طراحی مهندسی، در نهایت یک توصیفی از سیستم فنی خواهد بود. این سیستم فنی می‌تواند یک محصول مصنوعی (شیئ فنی)، تجهیز تولید، کارخانه پردازش مواد یا هر زیربنایی برای بهره‌مندی جامعه باشد. از این رو دامنهٔ مدیریت طراحی مهندسی شامل سیستم‌های تولید خرد و انبوه تا پروژه‌های زیربنایی است.

### مدیریت طراحی شهری
مدیریت طراحی شهری به توسعه نواحی شهری کمک می‌کند. پروژه هافن سیتی در هامبورگ آلمان بر اساس مدیریت طراحی شهری ساخته شده‌است.
مدیریت طراحی شهری با طیف وسیعی از ذی نفعان سروکار دارد و تمامی آن‌ها در تحولات شهری (ساخت و سازها) تأثیرگزار هستند. بین رشته‌ای بودن این رشته باعث شده که تلاشی مشترک برای دست یابی به  نتایج سودمند و یکپارچه ایجاد شود. در روند توسعه‌های شهری دیدگاه توسعه یکپارچه منجر به تولید راه حل‌های پایدار در جهت افزایش رضایت ذی نفعان می‌شود.
فعالیت‌های متعارف توسعه زمین و برنامه‌ریزی شهری در معرض منافع متضاد قرار دارد. رویکرد مذاکره یکپارچه، بر منافع متقابل (همه‌جانبه) تأکید دارد که در برنامه‌ریزی کاربری زمین و مدیریت محیط زیست مورد استفاده قرار گرفته‌است اما این امر به عنوان یک رویکرد هماهنگ در طراحی و برنامه‌ریزی شهری مورد استفاده قرار نمی‌گیرد. مدیریت طراحی شهری شامل انتظام بخشی به زنجیره‌ای از حوادث در ارتباط با محیط ساخته شده با توجه به اصول رویکرد مذاکره یکپارچه است. چنین ارتباطی می‌تواند در توسعه شهری و فعالیت‌های برنامه‌ریزی برای دست یابی به توافقات کارامد مورد استفاده قرار گیرد که منجر به توسعه یکپارچه و راه حل‌های پایدار برای ایجاد محیط ساخته شده می‌شود.
مدیریت طراحی شهری پیشنهادهایی برای سازماندهی فعالیت‌های برنامه‌ریزی شهری با هدف ارتقاء پایداری با افزایش سطح رضایت به ذینفعان ارائه می‌دهد. توسعه زمین و برنامه‌ریزی شهری معمولاً در سطوح مختلف تصمیم‌گیری رخ می‌دهد. ذینفعان ممکن است زمینه‌های آموزشی و حرفه‌ای متنوعی داشته باشند. آن‌ها قطعاً منافع متضاد خواهند داشت. ارائه مشاوره طراحی برای رفع تناقضات و اختلافات به گروه‌های طراحی کمک می‌کند تا یک چارچوب برای تطبیق تمام فعالیت‌ها و مسئولیت‌های روزانه خود داشته باشند. در واقع مدیریت طراحی شهری در جهت گردهم آوردن شیوه‌های مرسوم برنامه‌ریزی شهری و منطقه ای، توسعه ساخت و سازها و طراحی شهری، چارچوبی مشترک ارائه می‌دهد.
ایجاد هماهنگی میان رویکردهای مختلف ساخت و منافع متقابل ذینفعان (تئوری مذاکره)، چارچوبی مفید برای ادغام دیدگاه برنامه‌ریزی شهری، طراحی شهری و پروژه‌های پیشنهادی برای محیط ساخته شده، ارائه می‌دهد.
مهمترین اصل تئوری مذاکره دست یافتن به توسعه یکپارچه و هماهنگ می‌باشد. یکی از بزرگترین چالش‌های کاری راجر فیشر و ویلیام آوری تمرکز بر روی منافع متقابل ذینفعان به جای اصرار بر منافع فردی می‌باشد.

### مدیریت معماری
مدیریت معماری می‌تواند به عنوان یک دستورالعمل هوشمندانه با هدف ارائه ارزش‌های معماری عالی تر به کارفرما و جامعه تعریف شود که به تشخیص ساختمان‌های باکیفیت دارای ارزش‌های کالبدی هویتمند ویا فرایند اجرایی موفق کمک می‌کند.
کیران گاندی، مدیریت معماری را به عنوان مجموعه‌ای از تکنیک‌های عملیاتی برای یک معمار توصیف کرده‌است.
واژه مدیریت معماری از سال ۱۹۶۰ مورد استفاده قرار گرفته‌است. سیرتکامل مدیریت معماری یک امر راحت و بدون مشکلی نبوده‌است. تا پس از جنگ جهانی دوم معماری صرفاً به عنوان یک تجارت در نظرگرفته شد و حتی پس از آن افرادی وارد این عرصه شدند که علاقه‌مند به مناقشه بین هنر و تجارت می‌بودند و نسبت به مدیریت بی‌تفاوت بودند. با چنین دیدگاهی اختلاف آشکاری بین تصور یک معمار و نیاز او به مدیریت حرفه‌ای کسب و کار وجود دارد.
بی‌توجهی به مدیریت معماری به عنوان ماهیت اصلی این رشته در برنامه‌های آموزش معماری و نشریات دیده می‌شود. به نظر می‌رسد که مدیریت طراحی معماری به اندازه مدیریت معماری مورد توجه قرار نگرفته‌است. مدیریت معماری به ۲ بخش مجزا قابل تقسیم است: مدیریت سازمان و مدیریت پروژه. مدیریت سازمان یک چارچوب کلی است که در آن بسیاری از پروژه‌های فردی آغاز، مدیریت و تکمیل می‌شود.
مدیریت معماری مابین مدیریت فرایند طراحی، ساخت و ساز و مدیریت پروژه و مدیریت تسهیلات موجود، توسعه پیدا می‌کند. مدیریت معماری یک ابزار قدرتمند است که می‌تواند به نفع شرکت‌های خدمات حرفه‌ای و کل فرایندهای ساختمانی استفاده شود، این مهم به توجه بسیار در تئوری و عمل نیازمند است.

### مدیریت طراحی کسب و کار

مدیریت طراحی کسب و کار در تدوین مدل‌های کسب و کار به کار می‌رود. طرح فوق برگرفته‌است از بوم مدل کسب و کار ارائه شده توسط الکساندر استروالدر در کتاب خلق مدل کسب و کار

مدیریت طراحی کسب و کار با مقوله نوظهور ادغام تفکر طراحی با علوم مدیریت سر و کار دارد و دیدگاه آن خلق مدل‌های کسب و کار جدید بر مبنای اصول تفکر و استنتاج ابداکتیو می‌باشد که روشی کاملاً متفاوت از روش‌های سنتی درک فضای کسب و کار به صورت خطی است. مدل کسب و کار، منطق یک شرکت در چگونگی خلق، ارائه و کسب ارزش را توصیف می‌کند.

### نقل قول از بعضی مدیران طراحی موفق[۲]

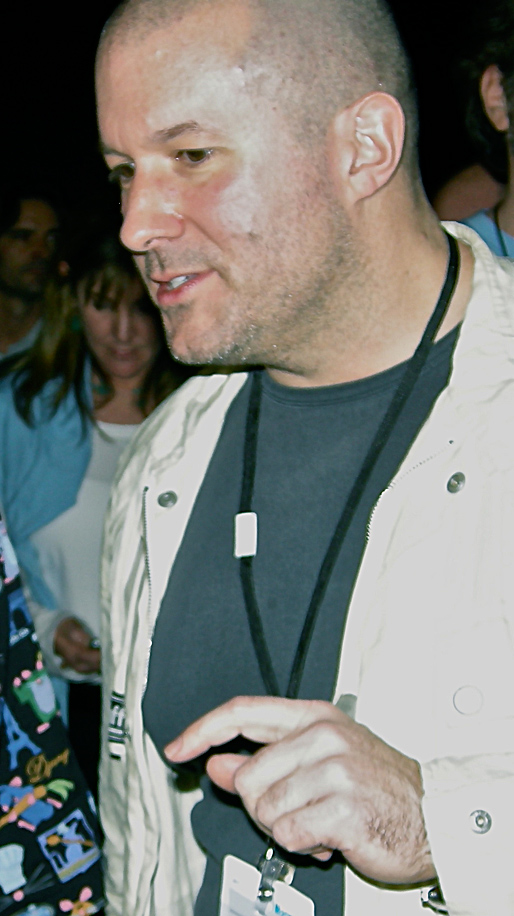
جاناتان آیو نائب رئیس ارشد بخش طراحی صنعتی و مسئول رهبری طراحی رابط انسانی محصولات در شرکت اپل است. وی در سال ۱۹۹۸ طراحی آیمک را به عهده گرفت و پس از آن در طراحی‌های به‌یادماندنی آیپاد، آیفون و آیپد، به اپل کمک کردند تا نه تنها تبدیل به شرکتی شود که طراحان در آن زمامدار امور هستند بلکه حتی به قله ارزشمندترین شرکت جهان نیز برسد.

مدیریت طراحی، به منزله بیان صریح یا ضمنی ارزش‌های سازمان به واسطه طراحی ارتباطات است. مدیریت طراحی، مشارکت‌های فردی را در بیان و تفسیر اهداف تجاری سازمان افزایش می‌دهد. مدیریت طراحی، صرفاً یک واحد اداری یا یک نقش سرپرستی نیست، بلکه یک منبع استراتژیک و راهبردی و نوعی فرایند سازماندهی هدفمند است. سازمان‌هایی که در فرهنگ خود مدیریت طراحی را به عنوان فعالیتی مستمر و اصلاح‌کننده به کار می‌گیرند، به سادگی از چالش‌های رقابتی و تغییرات فرهنگی و فنی بازار جان سالم به در می‌برند، این در حالی است که در این شرایط سازمان‌های واکنشی کاملاً فلج می‌شوند.
- تیم بچمن (Tim Bachman)، رئیس گروه طراحی بچمن (Bachman Design Group)

به عنوان یک حرفه، مدیریت طراحی می‌کوشد تا راهبردهای طراحی را در تصمیمات هیئت مدیره وارد کرده و در پی اجرا و پیاده‌سازی این راهبردها می‌باشد. محل به‌کارگیری مدیریت طراحی شامل تمام مکان‌ها و موقعیت‌ها در درون سازمان است که با این تعریف، ساختار سازمانی، محصولات، کارمندان یا هرچیز دیگر مرتبط با احساس مشتری یا کیفیت محصول را نیز در بر می‌گیرد.
- تورستن داهلین (Torsten Dahlin)، رئیس بنیاد طراحی صنعتی سوئد (Swedish Industrial Design Foundation)
ابزار طراحی بهترین وسیله برای ارتباط است. طراحی به منزله پیاده‌سازی و ترسیم چشم‌انداز است. من شخصاً طراحی را هم به شیوه‌ای راهبردی و استراتژیک و هم به شیوه تاکتیکی و کوتاه برد مدیریت می‌کنم. در هر دو حالت مقوله طراحی عنصری خالص و بنیادی در پشتیبانی از چشم‌انداز است و در راستای برنامه‌های سازمان به پیش می‌رود. باور من این است که مدیریت طراحی نوعی فعالیت رهبری است. رهبری در ترسیم چشم‌انداز.
- لیزبث دوبینز (Lizbeth Dobbins)، مدیر برندسازی سازمانی و هویت، خدمات پستی ایالات متحده (United States Postal Service)
مدیریت طراحی در کنار مباحث مهندسی با بازاریابی راهبردی نیز گره خورده‌است. مدیرت طراحی، برای شرکت ارزش آفریده (چه ارزش مشهود و چه ارزش نامشهود) و شرکت نیز دربارهٔ این موضوع مطلع است. مدیریت طراحی به شیوه‌ای مؤثر در تجاری‌سازی مشارکت کرده و انواع اطلاعات سازمانی را به رنگ، بافت، شکل و نحوه تعامل با محصول ترجمه می‌کند. طراحی خوب بر هویت سازمانی نیز اثر گذاشته و فعالیت‌های هرروزه شرکت را تحت تأثیر قرار می‌دهد.
- پتریک فریک، (Patrick Fricke) مدیر طراحی گرافیک و رابط کاربری بصری، واحد منابع طراحی، شرکت ایستمن کداک (Eastman Kodak Company)

مدیریت طراحی قادر است تا چشم‌انداز سازمان را رهبری کرده و اهداف استراتژیک را ارتقا بخشد. در این شیوه با بهره‌گیری از عناصری سه بعدی و دو بعدی، انعکاسی از آرزوهای سازمان به نمایش درآورده می‌شود. کارهای روزمره ما عملاً به واسطه مشارکت در همین فعالیت‌ها است که ارزش و معنا پیدا می‌کند. در این حال هویت سازمان جایی در میان چشم‌انداز و اقدامات عملی ما قرار خواهد گرفت. وظیفه مدیریت طراحی همین است که به سازمان کمک کند تا به چنین تعادلی برسد.
- مارتین گیرک (Martin Gierke)، مدیر تحقیقات و آموزش برند، گروه سراسری مدیریت برند، شرکت سهامی کاترپیلار (Caterpillar, Inc.)
بیشتر سازمان‌ها هدفی را در درون سازمان به اشتراک می‌گذارند که به نظرشان از آنچه رقبایشان انجام می‌دهند بهتر و متفاوت است. مدیریت طراحی را می‌توان مدیریت ادراک بصری نیز نامید. مدیریت طراحی با حصول اطمینان از ثبات، تمایز و ارتباط در زبان بصری شرکت در تحقق اهداف استراتژیک مشارکت می‌کند. مدیریت طراحی مسئول طراحی، اجرا، نگهداری و بهبود مستمر تمامی اقلام و مواردی است که جزئی از تجربه نهایی از برند باشند و این اقلام از یک بروشور کوچک دستورالعمل و یونیفورم پرسنل خدمات تا خیلی موارد دیگر را شامل می‌شود. برای آنکه یک فکر به عمل درآید، مقوله مدیریت طراحی باید یکی از خالقین آن باشد.
- فنمیک گومر (Fennemiek Gommer)، شریک مشاوران مدیریت اسکن (SCAN Management Consultants)

در شکلی ایده‌آل و آرمانی، مدیریت طراحی یک فعالیت جامع و بلند مدت است که کلیه وظایف سازمان را در بر می‌گیرد. می‌توان با محصولات، ارتباطات، محیط و خدمات به صورت یک کل و در چهارچوب یک نظام یکپارچه مواجه شد. به‌کارگیری هر روزه و ادغام مقوله طراحی در تمامی فرایندهای توسعه‌ای سازمان به شرکت‌ها کمک می‌کند تا به سرعت به فرصت‌های تازه و شرایط پیش‌بینی نشده در بازار پاسخ دهند.
- تتسویوکی هیرانو (Tetsuyuki Hirano)، مدیرکل، شرکت سهامی هیرانو و شرکا (Hirano & Associates Inc.)
به تدریج که شرکت‌ها قدرت بی حد و حصر نمایش‌های بصری را برای ایجاد ارتباط، ترغیب کردن و الهام بخشیدن درک می‌کنند، دیگر قوانین مدیریت «دارایی» بر مدیریت طراحی نیز صادق خواهد بود. هدف از مدیریت دارایی کاهش هزینه و ایجاد ارزش است. به‌کارگیری سامانه‌ای نظام مند که به مرور زمان چهره‌ای ثابت از شرکت ایجاد کند، هزینه‌های بازاریابی را کاهش داده و با تأثیرگذاری و نشانه پردازی، کیفیتی بصری از شرکت را به وجود خواهد آورد. در عین حال کار مدیریت طراحی، مدیریت «دیدگاه» نیز هست و نه تنها تلاش می‌کند که کارهایی را که شرکت انجام می‌دهد به نمایش بگذارد بلکه ذهنیت شرکت را هم نمایش می‌دهد. از آنجا که شرکت تلاش می‌کند تا در بازار خودی نشان داده و خود را متمایز کند، این نگرش‌ها و دیدگاه‌های سازمان است که معمولاً مهمترین وجه تمایز آن نسبت به رقبایش محسوب می‌شود. صفاتی مانند، گرم، صمیمی، حرفه‌ای، پیشرفته، هرکدام احساساتی را بر می انگیزانندکه به لحاظ بصری قابل ترسیم هستند. مدیریت طراحی تنها زمانی موفق خواهد بود که شخصیت سازمان را درک کرده و بتواند با زبان طراحی خصایص آن را بازگو کند. در شکل ایده‌آل مدیریت طراحی را می‌توان حتی «رهبری» طراحی نیز نامید. رهبری طراحی فرایندی است که در عین احترام به گذشته، وضعیت کنونی را هدایت کرده و نسبت به رویدادهای آینده کاملاً باز و انعطاف‌پذیر برخورد می‌کند.
- تیم لارسن (Tim Larsen)، مدیر کل، شرکت تعامل + طراحی لارسن (Larsen Design + Interactive)
اصولاً مدیریت طراحی از منظر کسب و کار و مشتری تعریف می‌شود و کار را با تعریفی دقیق از «ارزش» راهبردی ای که قرار است برای مشتری ایجاد شود آغاز می‌کند. این تعریف با بیانیه چشم‌انداز (vision statement)، مأموریت (mission statement)، اهداف، راهبردها و برنامه اجرایی ای واضح و مشخص همراه است. مدیریت طراحی به این موضوع می‌پردازد که انرزی سازمان در برنامه‌هایی هزینه شود که راهبردی و ضروری باشند. این مهم تنها زمانی حاصل خواهد شد که اتصال میان اهداف، راهبردها، برنامه‌ها و فرایندها به وضوح برقرار شده و مدیریت طراحی را نیز در جریان این مباحث قرار دهند. اگر ارزشی که گروه طراحی تولید می‌کند به شدت با نوسازی، نوآوری و تفکری خلاق همراه باشد، آنگاه جای دارد که مدیریت طراحی در محافل اجرایی نیز حضوری فعال داشته باشد و می‌تواند نقشی پر رنگ در سمت دهی به سازمان ایفا کرده و سازمان را به سرمایه‌گذاری برای تحقیق و توسعه در طراحی محصولات پیشرفته ترغیب کند.
- پیتر تراسلر (Peter Trussler)، قائم مقام، گروه طراحی سازمانی، نرتل (Nortel)
برای حصول و دست یابی به مأموریت تعریف شده سازمان، مقوله طراحی حیاتی است. این بدان معنا است که ما از طراحی برای برآورده کردن نیازهای مشتریان استفاده می‌کنیم و با این کار برای کسب و کار خود ارزش افزوده به وجود می‌آوریم. به عبارتی دیگر ما با «تعریف» اینکه مشتریان و دیگر ذینفعان چه می‌خواهند و سپس توسعه ساز و کارهایی برای «برآوردن» آن نیازها به این مهم دست یابیم.
- ریموند ترنر (Raymond Turner)، کارگردان طراحی، شرکت بی ای ای (BAA PLC)